# Бад Хереналб
Бад Хереналб (њем. Bad Herrenalb) град је у њемачкој савезној држави Баден-Виртемберг. Једно је од 25 општинских средишта округа Калв. Према процјени из 2010. у граду је живјело 7.450 становника. Посједује регионалну шифру (AGS) 8235033.

## Географски и демографски подаци
Бад Хереналб се налази у савезној држави Баден-Виртемберг у округу Калв. Град се налази на надморској висини од 365 метара. Површина општине износи 33,0 km². У самом граду је, према процјени из 2010. године, живјело 7.450 становника. Просјечна густина становништва износи 226 становника/km².